# USS Sailfish (SS-192)
USS Sailfish (SS-192) là một  tàu ngầm lớp Sargo được Hải quân Hoa Kỳ chế tạo ngay trước Chiến tranh Thế giới thứ hai. Ban đầu mang tên Squalus, tên đặt theo một chi cá mập thuộc bộ Cá nhám góc, nó bị đắm trong khi lặn thử nghiệm ngoài khơi bờ biển New Hampshire vào ngày 23 tháng 5, 1939, khiến 26 thành viên thủy thủ đoàn tử nạn. Nó được trục vớt, sửa chữa và tái biên chế vào tháng 5, 1940 như là chiếc Sailfish, là tàu chiến đầu tiên của Hải quân Hoa Kỳ được đặt cái tên này, theo tên chi Cá buồm. Nó đã phục vụ trong suốt Thế Chiến II, thực hiện tổng cộng mười hai chuyến tuần tra và đánh chìm bảy tàu Nhật Bản với tổng tải trọng 45.029 tấn. Được rút ra khỏi hoạt động trên tuyến đầu vào đầu năm 1945, nó đảm nhiệm vai trò huấn luyện cho đến khi xung đột chấm dứt, và xuất biên chế vào cuối năm 1945. Con tàu cuối cùng bị bán để tháo dỡ vào năm 1948. Sailfish được tặng thưởng danh hiệu Đơn vị Tuyên dương Tổng thống cùng chín Ngôi sao Chiến trận do thành tích phục vụ trong Thế Chiến II.

## Thiết kế và chế tạo

### Thiết kế
Đặc tính của lớp Sargo hầu như tương tự với  Lớp Salmon dẫn trước, duy trì một tốc độ 21 hải lý trên giờ (39 km/h) để hoạt động phối hợp với các thiết giáp hạm trong đội hình hạm đội. Ngoài ra, tầm hoạt động 11.000 hải lý (20.000 km) cho phép chúng tuần tra đến tận vùng biển nhà Nhật Bản. Hệ thống động lực "tổng hợp" bao gồm bốn động cơ diesel, gồm hai chiếc vận hành trực tiếp trục chân vịt và hai chiếc để chạy máy phát điện dùng cho nạp ắc quy hay tăng tốc trên mặt nước.
Lớp Sargo có chiều dài 310 foot 6 inch (94,64 m), với trọng lượng choán nước khi nổi là 1.450 tấn Anh (1.470 t) và khi lặn là 2.350 tấn Anh (2.390 t). Chúng là lớp tàu ngầm đầu tiên được lắp đặt một kiểu ắc-quy a-xít chì mới "Kiểu Sargo" chịu đựng được hư hại trong chiến đấu nhờ lớp vỏ kép giúp ngăn ngừa việc rò rỉ acid sulfuric, có dung lượng nhỉnh hơn với 126 cell và điện áp danh định tăng lên 270 volt. Vũ khí trang bị chính gồm tám ống phóng ngư lôi 21 in (530 mm), gồm bốn ống trước mũi và bốn ống phía đuôi, một hải pháo 3 inch/50 caliber trên boong tàu và bốn súng máy M1919 Browning .30-caliber (7,62 mm).

### Chế tạo
Squalus được đặt lườn tại Xưởng hải quân Portsmouth ở Kittery, Maine vào ngày 18 tháng 10, 1937.Nó được hạ thủy vào ngày 14 tháng 9, 1938, được đỡ đầu bởi bà Caroline Brownson Hart, phu nhân Đô đốc Thomas C. Hart, và được cho nhập biên chế cùng Hải quân Hoa Kỳ vào ngày 1 tháng 3, 1939 dưới quyền chỉ huy của Hạm trưởng, Đại úy Hải quân Oliver F. Naquin.

### Bị đắm và công tác cứu hộ
Sau khi được sửa chữa tại xưởng tàu, từ ngày 12 tháng 5, 1939, Squalus tiến hành một loạt các đợt lặn thử nghiệm ngoài khơi Portsmouth, New Hampshire. Trong đợt lặn vào sáng ngày 23 tháng 5 ngoài khơi quần đảo Shoals, van nạp khí chính bị hỏng đã khiến ngập nước phòng ngư lôi phía sau, cả hai phòng động cơ và khoang nghỉ của thủy thủ, khiến 26 người bị đuối nước ngay lập tức. Phản ứng nhanh chóng của thủy thủ đoàn đã ngăn cho các khoang khác không bị ngập nước, và Squalus đắm tại tọa độ 42°53′B 70°37′T / 42,883°B 70,617°T, ở độ sâu 243 ft (74 m).
Squalus nhanh chóng được tàu chị em Sculpin (SS-191) tìm thấy, và duy trì được liên lạc qua đường điện thoại. Thợ lặn từ tàu cứu hộ tàu ngầm Falcon (AM-28) bắt đầu hoạt động cứu hộ dưới dự chỉ huy của một chuyên gia cứu hộ, Thiếu tá Hải quân Charles Momsen, sử dụng buồng cứu hộ McCann; sĩ quan Y học Cao cấp giám sát quá trình là bác sĩ Charles Wesley Shilling.  Dưới sự hướng dẫn của nhà nghiên cứu Albert R. Behnke, các thợ lặn áp dụng quy trình lặn sử dụng hỗn hợp khí Heliox (79% Heli và 21% Oxi) để tránh hội chứng mất tri giác do lặn sâu, qua đó đã chứng minh giả thuyết nghiện nitrogen của Behnke. Các thợ lặn đã giải cứu 33 người còn lại trên tàu, bao gồm một nhân viên dân sự. Bốn thợ lặn William Badders, Orson L. Crandall, James H. McDonald và John Mihalowski được tặng thưởng Huân chương Danh dự do thành tích giải cứu này, một kết quả khả quan so với tai nạn của tàu ngầm Anh Thetis trong vịnh Liverpool chỉ một tuần sau đó.

### Trục vớt và tái biên chế như là chiếcSailfish

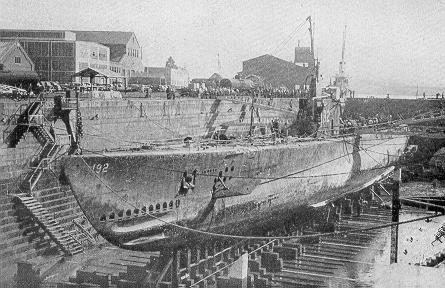
SS-192 trong ụ tàu sau khi được trục vớt

Công việc trục vớt Squalus do Chuẩn đô đốc Cyrus W. Cole, chỉ huy trưởng Xưởng hải quân Portsmouth giám sát. Công việc do Đại úy Floyd A. Tusler thuộc Văn phòng Chế tạo và Sửa chữa thực hiện, dưới sự trợ giúp của Trung tá Henry Hartley, trợ lý về kỹ thuật. Kế hoạch của Tusler dự tính sẽ nâng con tàu làm ba giai đoạn, để không nổi lên quá nhanh một đầu mất kiểm soát, nhiều khả năng sẽ chìm trở lại. Trong 50 ngày, thợ lặn buộc dây cáp bên dưới chiếc tàu ngầm và nối vào các ụ nổi. Vào ngày 13 tháng 7, 1939, phần đuôi đã nổi lên thành công, nhưng trượt khỏi dây cáp và đắm trở lại. Thêm 20 ngày chuẩn bị nữa với thiết kế lại ụ ổi và cách bố trí các sới dây cáp, trước khi Squalus được trục vớt thành công và kéo đến Xưởng hải quân Portsmouth vào ngày 13 tháng 9. Con tàu xuất biên chế vào ngày 15 tháng 11, 1939.
SS-192 được đổi tên thành Sailfish vào ngày 9 tháng 2, 1940, trở thành tàu chiến đầu tiên của Hải quân Hoa Kỳ được đặt cái tên này, theo tên chi Cá buồm. Sau khi được sửa chữa, tân trang và đại tu, nó tái biên chế vào ngày 15 tháng 5, 1940 dưới quyền chỉ huy của Hạm trưởng, Thiếu tá Hải quân Morton C. Mumma Jr.

## Lịch sử hoạt động

### 1940 - 1941
Sau khi công việc tái trang bị hoàn tất vào giữa tháng 9, Sailfish khởi hành từ Portsmouth vào ngày 16 tháng 1, 1941 để đi sang khu vực Thái Bình Dương. Nó băng qua kênh đào Panama và có chặng dừng tại San Diego, California để tiếp nhiên liệu trước khi đi đến Trân Châu Cảng vào đầu tháng 3. Chiếc tàu ngầm tiếp tục hướng sang Manila, Philippines, và gia nhập Hạm đội Á Châu.

#### Chuyến tuần tra thứ nhất
Sau khi Hải quân Đế Quốc Nhật Bản bất ngờ tấn công căn cứ Trân Châu Cảng vào ngày 7 tháng 12 khiến chiến tranh bùng nổ tại Mặt trận Thái Bình Dương, Sailfish rời Manila cho chuyến tuần tra đầu tiên trong chiến tranh dọc bờ biển phía Tây Luzon. Sáng sớm ngày 10 tháng 12, nó phát hiện lực lượng đổ bộ được tàu tuần dương và tàu khu trục đối phương hộ tống, nhưng đã không thể đi đến vị trí tấn công. Trong đêm 13 tháng 12, nó bắt gặp hai tàu khu trục và lặn xuống để tấn công, bắn hai quả ngư lôi vào mục tiêu, nghe thấy một tiếng nổ lớn nhưng không gây hư hại nào cho đối phương. Các tàu khu trục phản công với 18-20 quả mìn sâu được thả xuống. Chiếc tàu ngầm rút lui về Manila vào ngày 17 tháng 12.

### 1942

#### Chuyến tuần tra thứ hai
Dưới quyền chỉ huy của hạm trưởng mới Richard G. Voge, Sailfish lên đường vào ngày 21 tháng 12 cho chuyến tuần tra thứ hai tại biển Đông ngoài khơi Đài Loan. Vào sáng ngày 27 tháng 1, 1942, gần Davao, nó phát hiện một tàu tuần dương lớp Myōkō và đã phóng một loạt bốn quả ngư lôi tấn công, tự nhận đã gây hư hại cho đối thủ.  Tuy nhiên nó không thể xác nhận kết quả do bị hai tàu hộ tống truy đuổi, phải lặn sâu 260 ft (79 m) ở chế độ im lặng. Né tránh được đối phương, chiếc tàu ngầm đi về hướng Java, Đông Ấn thuộc Hà Lan, đi đến Tjilatjap vào ngày 14 tháng 2, nơi nó được tái trang bị và tiếp nhiên liệu.

#### Chuyến tuần tra thứ ba
Khởi hành vào ngày 19 tháng 2 cho chuyến tuần tra thứ ba, Sailfish băng qua eo biển Lombok để tiến vào biển Java. Nó trông thấy tàu tuần dương hạng nặng Houston (CA-30) cùng hai tàu hộ tống đang hướng đến eo biển Sunda sau khi lực lượng Đồng Minh chịu thất bại trong Trận chiến biển Java, rồi đánh chặn một tàu khu trục đối phương vào ngày 2 tháng 3. Tấn công không có kết quả, nó phải lặn sâu để né tránh phản công từ tàu khu trục và máy bay tuần tra đối phương. Trong đêm đó gần lối ra vào eo biển Lombok, nó phát hiện một mục tiêu được nhận dạng là tàu sân bay Kaga được bốn tàu khu trục hộ tống. Nó phóng bốn quả ngư lôi tấn công, trúng đích hai quả khiến mục tiêu bốc cháy và chết đứng giữa biển. Trong khi nó lặn sâu né tránh, các tàu hộ tống đã phản công với 40 quả mìn sâu thả xuống trong vòng 90 phút. Sailfish né tránh được và về đến căn cứ Fremantle, Australia vào ngày 19 tháng 3, tự hào là tàu ngầm Hoa Kỳ đầu tiên đánh chìm được một tàu sân bay đối phương. Thực ra nó chỉ đánh chìm được tàu chở máy bay Kamogawa Maru (6.440 tấn) tại tọa độ 08°06′N 115°57′Đ / 8,1°N 115,95°Đ, dù sao vẫn là một mục tiêu có giá trị.

#### Chuyến tuần tra thứ tư
Trong chuyến tuần tra thứ tư từ ngày 22 tháng 3 đến ngày 21 tháng 5, Sailfish hoạt động trong khu vực biển Java và biển Celebes. Sau khi chuyển 1.856 quả đạn pháo phòng không cho lực lượng bị bao vây tại Philippines, nó chỉ phát hiện một mục tiêu nhưng không thể tấn công, và rút lui về căn cứ Fremantle.

#### Chuyến tuần tra thứ năm
Sailfish dành chuyến tuần tra thứ năm từ ngày 13 tháng 6 đến ngày 1 tháng 8 để hoạt động tại biển Đông dọc bờ biển Đông Dương thuộc Pháp. Vào ngày 4 tháng 7, nó trông thấy và theo dõi một mục tiêu, nhưng nhận ra đó là một tàu bệnh viện nên đã không tấn công. Đến ngày 9 tháng 7, ngoài khơi vịnh Cam Ranh, nó phóng hai quả ngư lôi tấn công một tàu buôn, và một quả trúng đích khiến chiếc tàu buôn bị nghiêng 15 độ. Nó phải lặn để né tránh phản công, và không thấy mục tiêu khi trồi lên mặt nước 90 phút sau đó, nên tự nhận đã đánh chìm một tàu buôn khoảng 7.000 tấn.  Tuy nhiên tài liệu thu được của phía Nhật Bản sau chiến tranh cho thấy tàu vận tải Lục quân Aobasan Maru (8.811 tấn) bị hư hại nặng sau khi trúng ngư lôi của Sailfish tại tọa độ 11°31′B 109°21′Đ / 11,517°B 109,35°Đ, khiến 450 binh lính trên tàu tử trận cùng 30 người khác mất tích. Tuy nhiên Aobasan Maru cố lếch về đến Cape Saint Jacques và sau đó được sửa chữa tại Công xưởng hải quân Sài Gòn. Chiếc tàu ngầm chỉ tìm thấy thêm một mục tiêu khác trước khi kết thúc chuyến tuần tra và quay trở về căn cứ Fremantle.

#### Chuyến tuần tra thứ sáu
Sailfish chuyển căn cứ hoạt động đến Brisbane, Australia, và dưới quyền chỉ huy của hạm trưởng mới John R. "Dinty" Moore, đã khởi hành từ đây vào ngày 13 tháng 9 cho chuyến tuần tra thứ sáu. Tại khu vực tuần tra được chỉ định ở quần đảo Solomon trong đêm 17-18 tháng 9, nó bắt gặp một tàu tuần dương được tám tàu khu trục hộ tống, nhưng không thể đi đến vị trí thuận lợi để tấn công. Đến ngày 19 tháng 9, nó tấn công một tàu rải mìn nhưng loạt ba quả ngư lôi đã trượt mục tiêu, và chiếc tàu ngầm phải lặn sâu để né tránh phản công. 11 quả mìn sâu thả xuống đã gây cho Sailfish một số hư hại nhẹ, và nó quay trở về Brisbane vào ngày 1 tháng 11.

#### Chuyến tuần tra thứ bảy
Lại lên đường cho chuyến tuần tra thứ bảy vào ngày 24 tháng 11, Sailfish đi đến khu vực phía Nam đảo New Britain. Sau khi tấn công bất thành một tàu khu trục vào ngày 2 tháng 12, nó không tìm thấy mục tiêu nào khác mãi cho đến ngày 25 tháng 12, khi nó tấn công và tin rằng đã đánh trúng một tàu ngầm đối phương. Tuy nhiên tài liệu thu được từ phía Nhật Bản sau chiến tranh không xác nhận chiến công này. Sailfish tiếp tục tấn công một tàu chở hàng và một tàu khu trục nhưng không thành công trước khi kết thúc chuyến tuần tra tại Trân Châu Cảng vào ngày 15 tháng 1, 1943.

### 1943

#### Chuyến tuần tra thứ tám
Sailfish tiếp tục đi về vùng bờ Tây để được đại tu tại Xưởng hải quân Mare Island từ ngày 27 tháng 1 đến ngày 22 tháng 4, 1943, rồi quay trở lại Trân Châu Cảng vào ngày 30 tháng 4. Nó khởi hành cho chuyến tuần tra thứ tám vào ngày 17 tháng 5, ghé đến căn cứ Midway để tiếp thêm nhiên liệu trước khi hướng đến khu vực tuần tra dọc bờ biển phía Đông đảo Honshū. Chiếc tàu ngầm bắt gặp nhiều mục tiêu nhưng không thể tấn công do thời tiết xấu. Đến ngày 15 tháng 6, nó bắt gặp hai tàu buôn được ba tàu săn ngầm hộ tống, và đã tấn công bằng một loạt ba quả ngư lôi từ các ống phóng phía đuôi, và một quả trúng đích đã khiến một tàu buôn chết đứng giữa biển. Trong khi lặn xuống né tránh phản công từ các tàu hộ tống, Sailfish nghe thấy tiếng lườn tàu bị ép vỡ khi Shinju Maru 3.617 GRT chìm xuống biển. Mười ngày sau đó, Sailfish lại bắt gặp một đoàn ba tàu buôn được một tàu săn ngầm và một máy bay tuần tra hộ tống. Nó lại tấn công với một loạt ba quả ngư lôi từ phía đuôi tàu, đánh chìm được chiếc Iburi Maru 3.291 GRT. Chiếc máy bay cùng với tàu săn ngầm và ba tàu hộ tống khác đã phản công quyết liệt trong suốt mười giờ với 98 quả mìn sâu được thả xuống, nhưng Sailfish chỉ bị hư hại nhẹ. Nó thoát khỏi sự truy đuổi và lên đường vào ngày 26 tháng 6 để quay trở về căn cứ, về đến Midway vào ngày 3 tháng 7.

#### Chuyến tuần tra thứ chín
Dưới quyền chỉ huy của hạm trưởng mới William R. Lefavour, Sailfish thực hiện chuyến tuần tra thứ chín từ ngày 25 tháng 7 đến ngày 16 tháng 9 tại khu vực eo biển Đài Loan và vùng biển ngoài khơi Okinawa. Chiếc tàu ngầm chỉ tìm thấy những mục tiêu nhỏ không có giá trị, và đã quay trở về căn cứ Trân Châu Cảng.

#### Chuyến tuần tra thứ mười
Sailfish được tái trang bị tại Trân Châu Cảng trước khi lên đường vào ngày 17 tháng 11 cho chuyến tuần tra thứ mười với một thủy thủ đoàn được đổi mới và dưới quyền chỉ huy của hạm trưởng mới, Robert E. McC. Ward. Sau khi được tiếp thêm nhiên liệu tại Midway, chiếc tàu ngầm hướng đến khu vực tuần tra được chỉ định về phía Nam Honshū, nơi nó được báo trước nhờ tình báo tín hiệu về một lực lượng đối phương đang trên đường từ căn cứ Truk quay trở về chính quốc Nhật Bản. Trong đêm 3 tháng 12, ở vị trí về phía Đông Nam Yokosuka, nó phát hiện mục tiêu qua radar ở khoảng cách 9.000 yd (8.200 m), bao gồm tàu sân bay hộ tống Chūyō, một tàu tuần dương và hai tàu khu trục. Bất chấp biển động mạnh do một cơn bão gần đó, Sailfish cơ động vào vị trí thuận lợi không lâu sau nữa đêm ngày 4 tháng 12, lặn xuống độ sâu radar, và phóng một loạt bốn quả ngư lôi phía mũi từ khoảng cách 2.100 yd (1.900 m). Nó ghi được hai quả trúng đích, rồi phải lặn sâu để né tránh phản công từ các tàu khu trục, vốn đã thả xuống 21 quả mìn sâu. Khi trở lên mặt nước lúc khoảng 02 giờ 00, nó phát hiện các mục tiêu di chuyển chậm qua radar, nhưng gặp khó khăn do tầm nhìn kém. Lúc gần sáng, nó phóng thêm ba quả ngư lôi phía mũi nhắm vào chiếc tàu sân bay từ khoảng cách 3.100 yd (2.800 m), ghi thêm hai quả trúng đích, rồi lại phải lặn xuống để né tránh phản công.
Khi chiếc tàu ngầm trở lên độ sâu kính tiềm vọng lúc 07 giờ 58 phút, Chūyō đã chết đứng giữa biển, nghiêng sang mạn trái và chìm xuống phía đuôi tàu, và thủy thủ đoàn đang chuẩn bị bỏ tàu. Sailfish phóng một loạt ba quả ngư lôi cuối cùng từ khoảng cách chỉ có 1.700 yd (1.600 m), ghi được hai quả trúng đích và gây ra nhiều vụ nổ lớn. Trong khi lặn xuống né tránh mìn sâu thả xuống phản công, nó nghe thấy tiếng lườn tàu bị ép vỡ khi Chūyō (20.000 tấn) chìm xuống đáy biển. Chūyō trở thành tàu sân bay Nhật Bản đầu tiên bị một tàu ngầm Hoa Kỳ đánh chìm trong Thế Chiến II, và là tàu chiến chủ lực duy nhất của Hải quân Nhật Bản bị đối phương đánh chìm trong năm 1943. Có sự trùng hợp trớ trêu khi Chūyō đang vận chuyển các tù binh chiến tranh Hoa Kỳ của chiếc Sculpin (SS-191), là tàu ngầm đã tham gia tìm kiếm và trợ giúp cho Squalus trong tai nạn đắm tàu hơn bốn năm trước đó. Trong số 21 tù binh chiến tranh của Sculpin được vận chuyển trên Chūyō, chỉ có một người duy nhất trong số 160 người sống sót được các tàu khu trục Sazanami và Urakaze cứu vớt. Khoảng 1.250 thủy thủ, binh lính và hành khách Nhật Bản cũng đã thiệt mạng khi Chūyō bị đắm. 
Sau khi né tránh được một đợt bắn phá từ một máy bay tiêm kích đối phương vào ngày 7 tháng 12, Sailfish bắt gặp và theo dõi một đoàn tàu vận tải bao gồm hai tàu chở hàng và hai tàu hộ tống vào sáng ngày 13 tháng 12, ở vị trí về phía Nam Kyūshū. Đêm hôm đó, nó phóng một loạt bốn quả ngư lôi nhắm vào hai tàu chở hàng, và nghe thấy hai vụ nổ kèm theo một vụ nổ thứ cấp, rồi nghe thấy tiếng lườn tàu của chiếc Totai Maru 3.000 GRT bị ép vỡ khi đắm. Các tàu hộ tống đối phương tung ra đợt phản công quyết liệt nhưng hoàn toàn kém chính xác. Khi Sailfish bắt kịp chiếc tàu chở hàng còn lại, vốn bị hư hại và chết đứng giữa biển, mục tiêu đã được năm tàu hộ tống bảo vệ, nên chiếc tàu ngầm quyết định rút lui thay vì liều lĩnh tấn công. Trong đêm 20 tháng 12, nó bắt gặp một tàu bệnh viện, nên đã để cho con tàu Nhật Bản tự do di chuyển.
Đến ngày 21 tháng 12, ở lối ra vào eo biển Bungo, Sailfish đánh chặn một đoàn sáu tàu buôn lớn được ba tàu khu trục hộ tống. Chỉ với năm quả ngư lôi còn lại, nó phóng ba quả từ các ống phógn phía đuôi, ghi được hai quả trúng đích trên mục tiêu lớn nhất. Trong khi lặn xuống né tránh phản công từ các tàu khu trục đối phương, chiếc tàu ngầm nghe thấy âm thanh lườn tàu bị ép vỡ khi chiếc Uyo Maru 6.400 GRT chìm xuống đáy biển. Đối phương đã thả xuống tổng cộng 31 quả mìn sâu phản công, một số khá gần con tàu. Sailfish kết thúc chuyến tuần tra tại Trân Châu Cảng vào ngày 5 tháng 1, 1944.

### 1944

#### Chuyến tuần tra thứ mười một
Sau đợt đại tu tại Xưởng hải quân Mare Island, Sailfish quay trở lại khu vực Hawaii và xuất phát từ Trân Châu Cảng vào ngày 9 tháng 7 cho chuyến tuần tra thứ mười một. Nó hoạt động trong thành phần bầy sói "Moseley's Maulers", dưới quyền chỉ huy chung của Stan Moseley và còn bao gồm các tàu ngầm Greenling (SS-213) và Billfish (SS-286) để đánh phá tàu bè đối phương tại vùng biển giữa Luzon và Đài Loan. Lúc xế trưa ngày 6 tháng 8, Sailfish và Greenling bắt gặp một đoàn tàu vận tải, và Sailfish đã cơ động vào vị trí tấn công rồi phóng một loạt ba quả ngư lôi, đánh chìm được chiếc Kinshu Maru 238 GRT trong eo biển Luzon tại tọa độ 20°09′B 121°19′Đ / 20,15°B 121,317°Đ.
Sau đó lúc nữa đêm 18-19 tháng 8, Sailfish phát hiện qua radar một thiết giáp hạm được ba tàu khu trục hộ tống. Đến 01 giờ 35 phút, nó tiếp cận đến khoảng cách 3.500 yd (3.200 m) và phóng một loạt bốn quả ngư lôi, tin rằng hai quả đã đánh trúng một tàu hộ tống và đánh chìm hoặc gây hư hại nặng cho đối phương. Tuy nhiên chiến công này đã không thể được xác nhận sau chiến tranh.
Đến ngày 24 tháng 8, ở vị trí về phía Nam Đài Loan, Sailfish tiếp tục phát hiện qua radar một đoàn tàu vận tải bao gồm bốn tàu chở hàng được hai tàu tuần tra nhỏ hộ tống. Nó di chuyển đến vị trí thuận lợi và phòng bốn quả ngư lôi tấn công, ghi được hai quả trúng đích, khiến tàu chở hàng Toan Maru 2.100 GRT vỡ làm đôi và đắm. Sau khi lặn xuống né tránh mìn sâu sâu phản công, Sailfish trồi lên mặt nước và tiếp cận chiếc tàu chở hàng thứ hai của đoàn tàu, tiếp tục ghi được hai quả trúng đích trong số bốn ngư lôi phóng ra. Chiếc tàu ngầm tự nhận đã đánh chìm hay ít nhất gây hư hại cho chiếc tàu buôn thứ hai, nhưng một lần nữa thành tích này lại không được công nhận. Sailfish kết thúc chuyến tuần tra khi về đến Midway vào ngày 6 tháng 9.

#### Chuyến tuần tra thứ mười hai
Chuyến tuần tra thứ mười hai diễn ra từ ngày 26 tháng 9 đến ngày 11 tháng 12, khi Sailfish tiếp tục hoạt động tại vùng biển giữa Luzon và Đài Loan, phối hợp cùng các tàu ngầm Pomfret (SS-391) và Parche (SS-384). Sau khi băng qua rìa một cơn bão, nó đi đến vị trí để làm nhiệm vụ tìm kiếm và giải cứu, nơi nó đã cứu vớt được 12 phi công Hải quân bị bắn rơi sau đợt không kích xuống các sân bay tại Đài Loan vào ngày 12 tháng 10. Chiếc tàu ngầm cũng đánh chìm một thuyền buồm và một tàu tuần tra bằng hải pháo khi đối phương tìm cách bắt sống các phi công trên biển. Sailfish đi đến Saipan vào ngày 24 tháng 10 để đưa những phi công lên bờ, được tiếp liệu và sửa chữa nhỏ trước khi tiếp tục chuyến tuần tra.
Quay trở lại khu vực tuần tra của bầy sói, Sailfish tấn công một tàu vận tải không thành công vào ngày 3 tháng 11. Sang ngày hôm sau, nó gây hư hại cho tàu khu trục Harukaze và tàu đổ bộ T-111 (890 tấn) trong eo biển Luzon tại tọa độ 20°08′B 121°43′Đ / 20,133°B 121,717°Đ, nhưng bản thân bị hư hại nhẹ bởi một quả bom ném từ một máy bay tuần tra đối phương. Sau khi thoát khỏi bị truy đuổi và trải qua một cơn bão vào ngày 9-10 tháng 11, Sailfish đánh chặn một đoàn tàu vận tải đang hướng đến Itbayat, Philippines vào chiều tối ngày 24 tháng 11. Sau khi thông báo cho Pomfret tọa độ và hướng đi của đoàn tàu đối phương, Sailfish đang di chuyển đến vị trí tấn công khi gặp một tàu khu trục đối phương chắn ngay trước mặt. Chiếc tàu ngầm phóng một loạt ba quả ngư lôi vào đối thủ, tin rằng đã đánh trúng đích một quả vào đối thủ trước khi tiếp tục hướng đến đoàn tàu vận tải. Nhưng bất ngờ Sailfish phải chịu đựng hỏa lực từ chiếc tàu khu trục mà nó tin là đã đánh chìm, nên phải lặn khẩn cấp để né tránh và phải ẩn nấp trong gần năm giờ tiếp theo, trong khi tàu đối phương thả mìn sâu tấn công. Cuối cùng nó thoát khỏi sự truy đuổi, và lên đường hướng về Hawaii ngang qua Midway, đi đến Trân Châu Cảng vào ngày 11 tháng 12.
Sau khi được tái trang bị, Sailfish rời khu vực Hawaii vào ngày 26 tháng 12 để quay trở về vùng bờ Đông Hoa Kỷ ngang qua kênh đào Panama, đi đến Căn cứ Tàu ngầm Hải quân New London tại New London, Connecticut vào ngày 22 tháng 1, 1945. Trong hơn bốn tháng tiếp theo, chiếc tàu ngầm hỗ trợ cho hoạt động huấn luyện từ căn cứ New London, và sau đó phục vụ như tàu huấn luyện tại Căn cứ Hải quân vịnh Guantánamo, Cuba từ ngày 9 tháng 6 đến ngày 9 tháng 8. Sau khi được bảo trì tại Xưởng hải quân Philadelphia trong sáu tuần lễ, nó đi đến Portsmouth, New Hampshire vào ngày 2 tháng 10 để chuẩn bị ngừng hoạt động.

### Sau chiến tranh

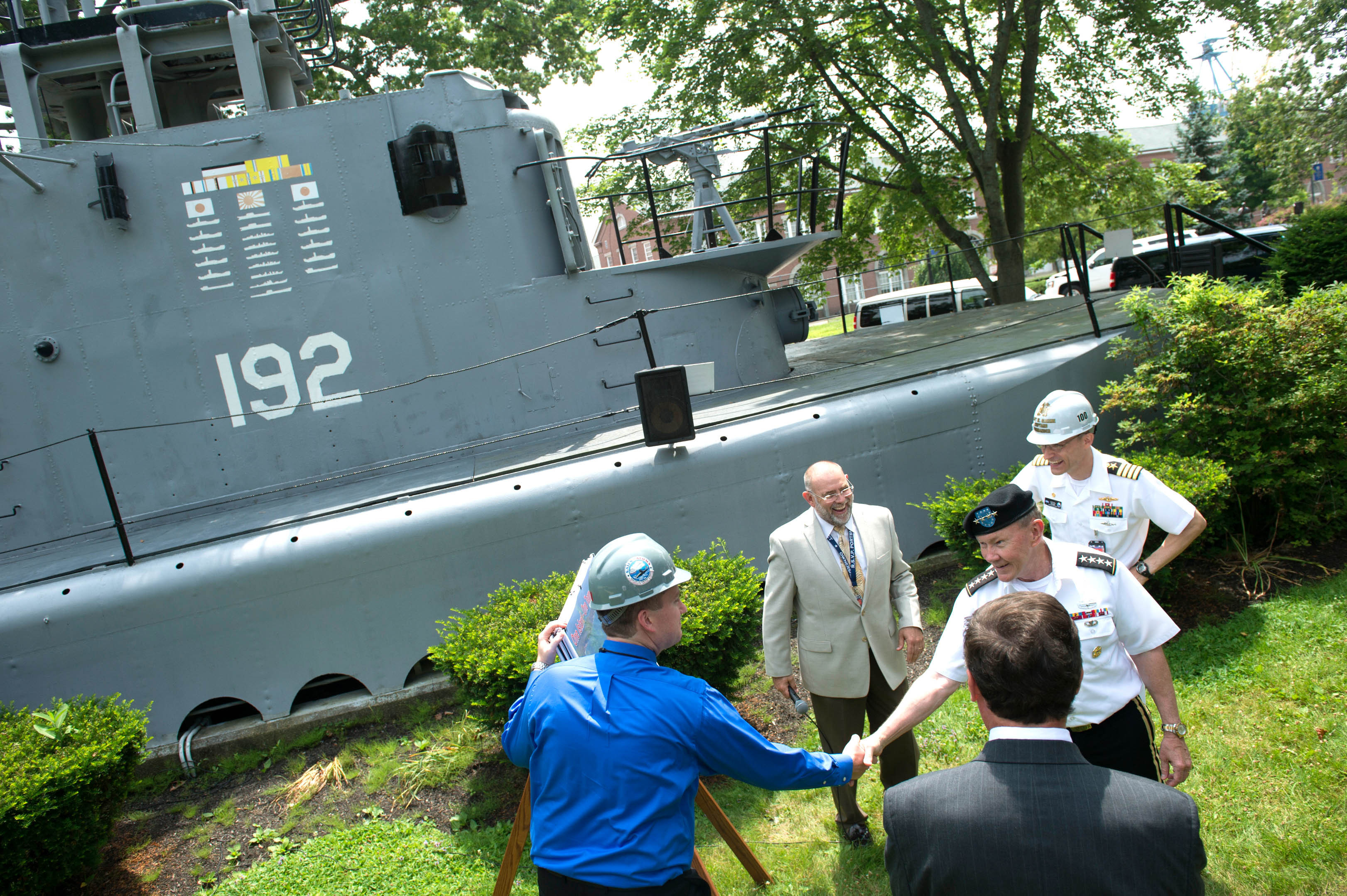
Tháp chỉ huy của Sailfish được trưng bày tại Xưởng hài quân Portsmouth, trong chuyến viếng thăm của Đại tướng Martin Dempsey, Chủ tịch Hội đồng Tham mưu trưởng Liên quân Hoa Kỳ vào năm 2013.

Sau khi được cho xuất biên chế vào ngày 27 tháng 10, 1945, những nỗ lực vận động của thành phố Portsmouth, New Hampshire nhằm giữ cho Sailfish nguyên vẹn như một đài tưởng niệm đã không thành công. Tuy nhiên tháp chỉ huy của con tàu được thỏa thuận giữ lại, và được Bộ trưởng Hải quân John L. Sullivan khánh thành như một đài tưởng niệm tại Xưởng hài quân Portsmouth vào tháng 11, 1946, nhân ngày Đình chiến.
Phần còn lại của chiếc tàu ngầm thoạt tiên dự định sử dụng như mục tiêu thử nghiệm bom nguyên tử hay đánh chìm bằng vũ khí thông thường, nhưng cuối cùng được đưa vào danh sách loại bỏ vào tháng 3, 1948 và xóa tên khỏi danh sách Đăng bạ Hải quân vào ngày 30 tháng 4, 1948. Xác tàu được bán cho hãng Luria Brothers tại Philadelphia, Pennsylvania, vào ngày 18 tháng 6, 1948 để tháo dỡ.

## Phần thưởng
Sailfish được tặng thưởng danh hiệu Đơn vị Tuyên dương Tổng thống cùng chín Ngôi sao Chiến trận do thành tích phục vụ trong Thế Chiến II. Nó được ghi công đã đánh chìm bảy tàu Nhật Bản với tổng tải trọng 45.029 tấn.
|  |                                                                     |  |
|  | Silver star · Bronze star · Bronze star · Bronze star · Bronze star |  |

| Dãi băng Hoạt động Tác chiến  | Đơn vị Tuyên Dương Tổng thống                                           | Huân chương Phục vụ Phòng vệ Hoa Kỳ  |
| Huân chương Chiến dịch Hoa Kỳ | Huân chương Chiến dịch Châu Á-Thái Bình Dương với 9 Ngôi sao Chiến trận | Huân chương Chiến thắng Thế Chiến II |